# Corbet

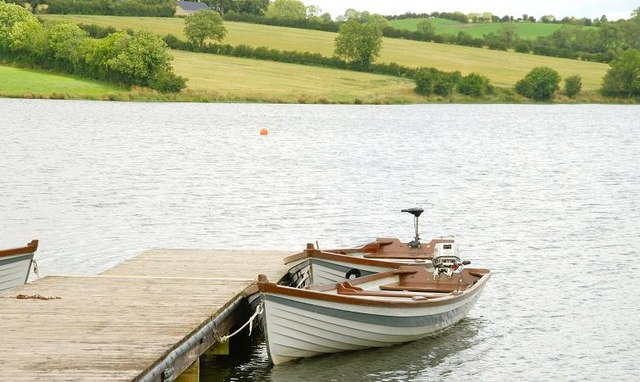
O lago Corbet em 2009.

Corbet (em irlandês:  An Carbad) é uma vila e townland de 618 acres no Condado de Down, Irlanda do Norte. Está na paróquia civil de Magherally e no barony histórico de Iveagh Lower-Lower Half. De acordo com o censo realizado em 2011 no Reino Unido, a população da vila era de 107 (39 famílias). (2001 Census: 95 people)

## Lugares
- Corbet Lough é um reservatório importante e lago de pesca. As instalações do lago incluem uma doca de barco e cais junto a vários estandes de pesca.[4]
- Rio Bann também flui nas proximidades.